# テント

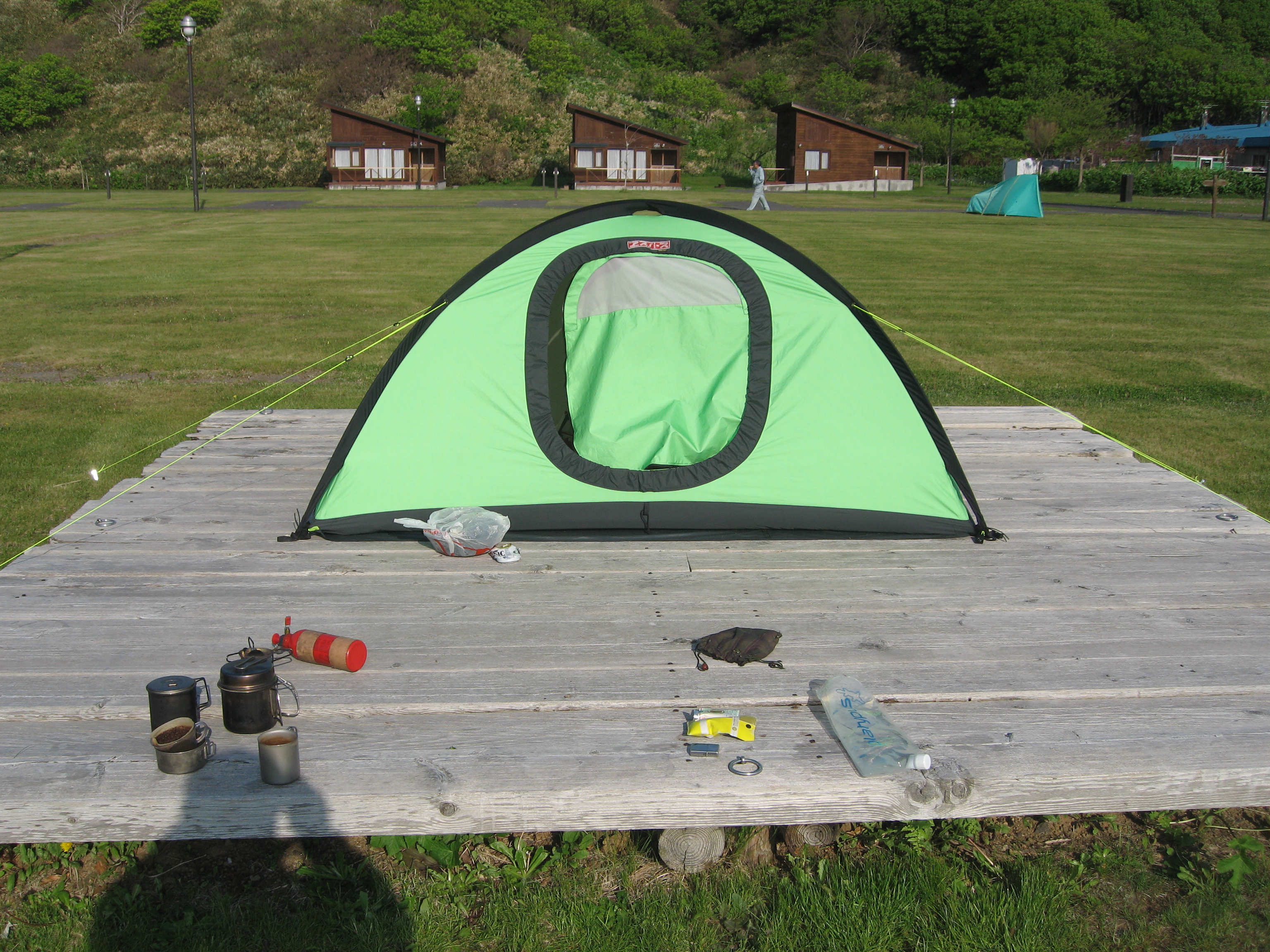
シングルウォールオールシーズンテント

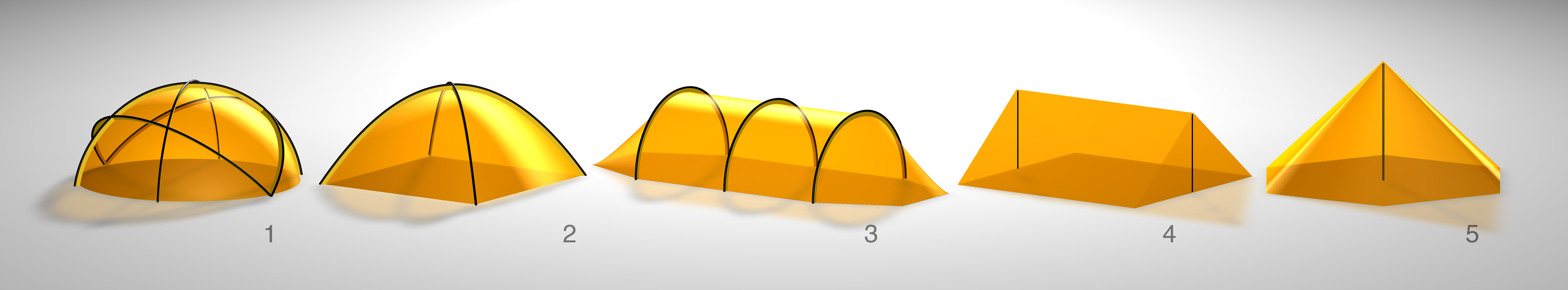
典型的なテントの形状

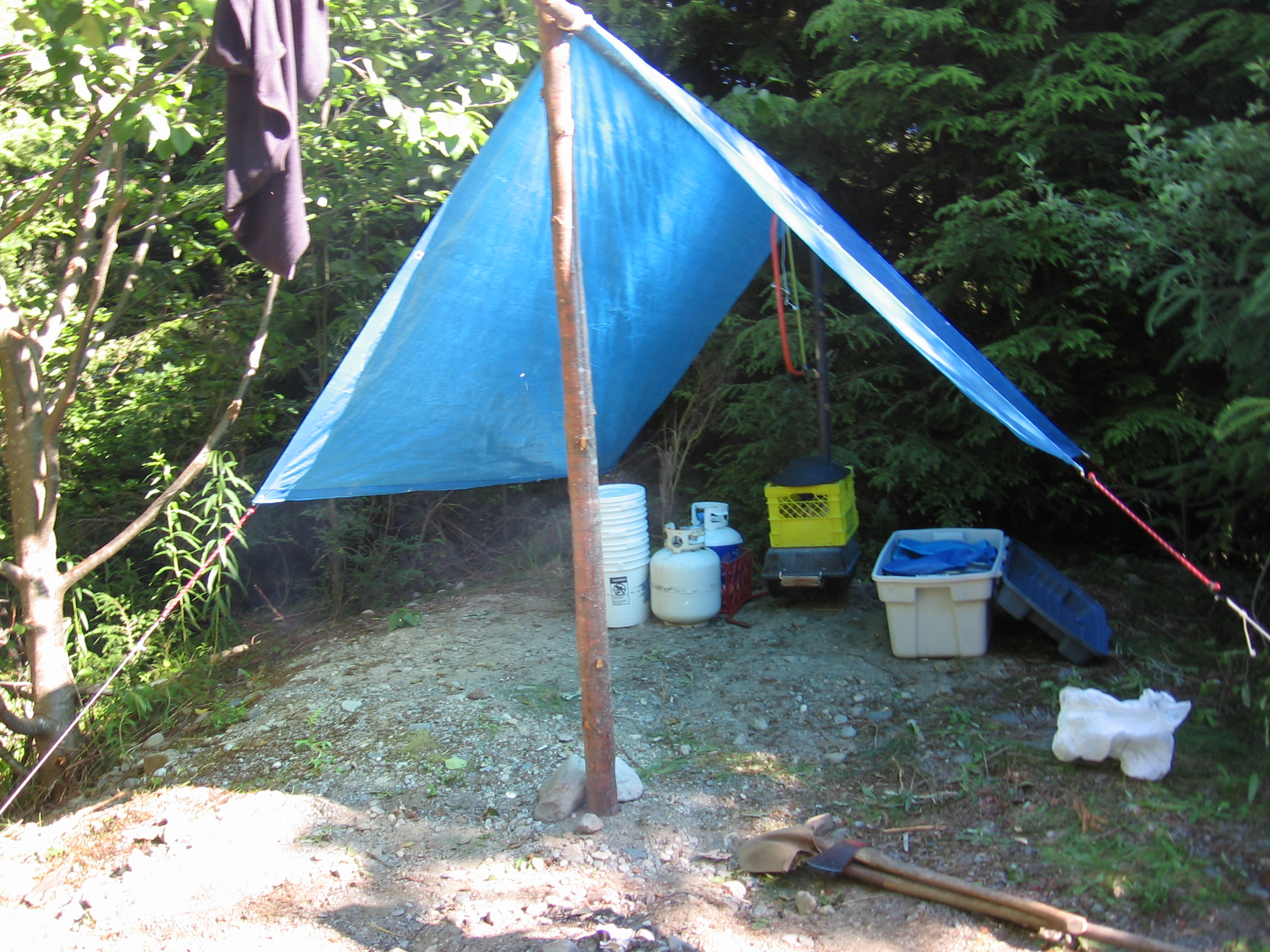
タープテント

テント（英語: tent ）または天幕（てんまく）は、木や金属の骨組みと布地などからなる住宅である。その歴史は古く、旧約聖書の出エジプト記などにも、儀式や居住のために天幕を設営する描写がみられる。

## 遊牧や狩猟のための住居

### 生活
乾燥地帯や砂漠の各地を巡回する遊牧民などは簡単に設営解体できる天幕住居を利用する。パオまたはゲルと呼ばれるものが代表的である。
そのほか狩猟民族においても、長期に移動したり、酷暑から逃れるために風通しの良い、簡易の住居として夏場だけ天幕住居を利用する人々もいる。

### 種類
- ゲル (家屋)（モンゴル高原）[2]
- ティピー（インディアン）
- ヤランガ（チュクチ）
- イグルー（カラーリット）
- チュム（英語版）(ロシアウラル語族遊牧民：ネネツ人、ガナサン人、エネツ人、ハンティ人、マンシ人、コミ人など)
- ゴアティ（英語版）（北欧圏のサーミ人）
- ラッヴ（英語版）（スカンディナヴィア北部のサーミ人）

## 仮設建築としてのテント

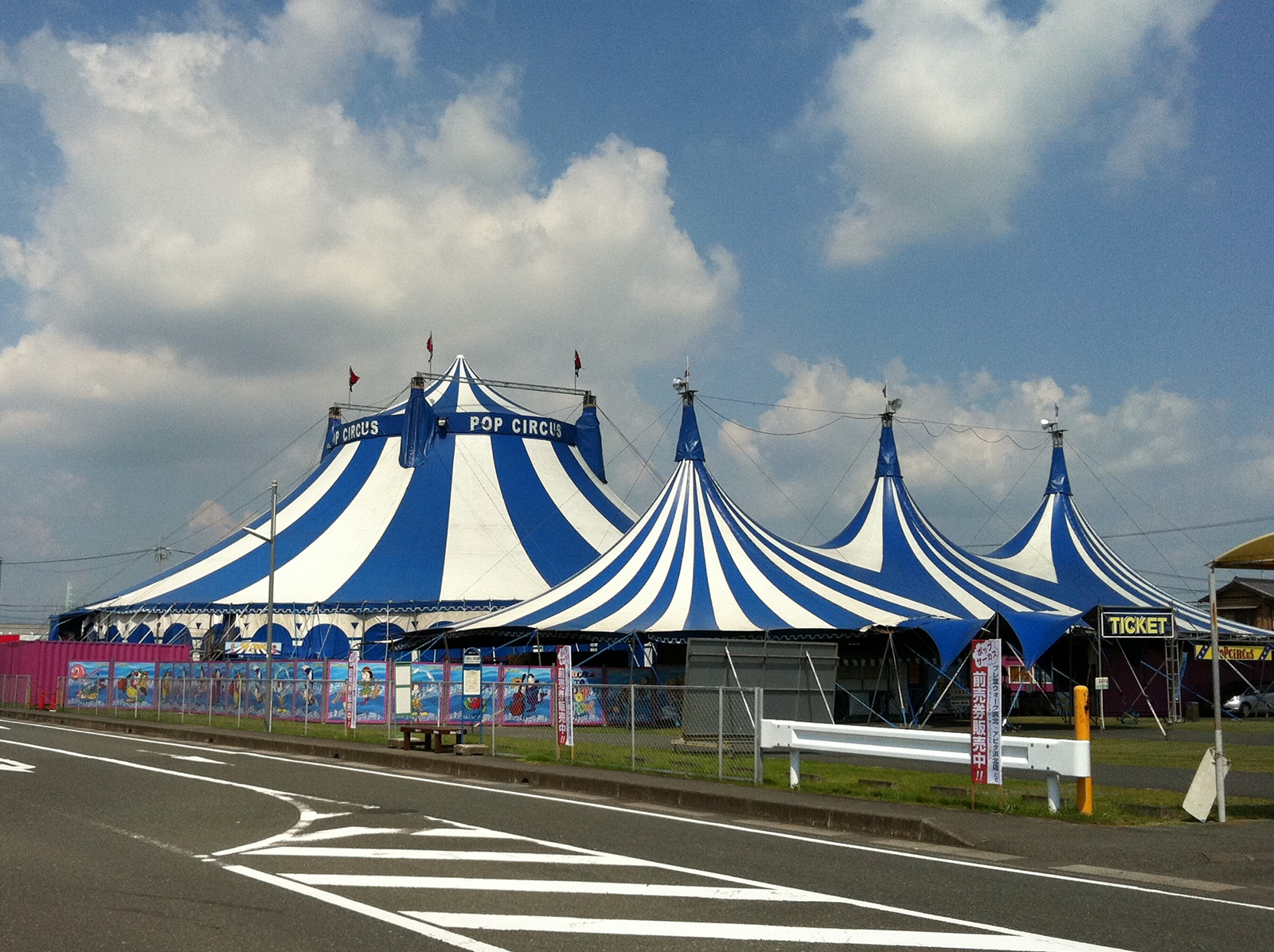
ポップサーカスのテント。(プレ葉ウォーク浜北)

仮設建築とは地盤面に対し堅結接合されているが建築構造体は恒久的な使用ではないという条件のもと主要構造部や屋根などに対し防火性能や強度において一定の基準の低減が認められた建築物や工作物をさす。防火性能などの基準を満たすテント（膜式屋根材）も製造されており一般の住居である建築物の屋根にも使用されている。また庇部分においては規定の範囲外とされる部分もあるので商業建築の開口部の庇や住宅の玄関の庇などにもテントが使用されている。

### 用途
荷さばき場や商店街のアーケード通路などで使われる。基本的に一度設営すると解体しない。設営および撤去には土木工事が必要になる。そのため骨組みはかなり頑丈で、布も非常に厚手のビニールや帆布製である。大きさは数十メートルになる場合もあり、数ヶ月ごとに各地を巡回するサーカス小屋もここに含まれる。

### 構造
建築学において、膜構造建築の一種として位置づけられる。ドイツの構造家フライ・オットー（Frei Otto ）によって確立され、ミュンヘンオリンピック公園のテントでれっきとした建築構造として認知されることとなった。柱・梁の数を必要としない膜状の吊構造であり、軽量・低コストで大空間を構成することができるというメリットがある。なお鉄骨造などで壁を組み、その上に膜構造の屋根を架けるという手法もある。

### パイプテント

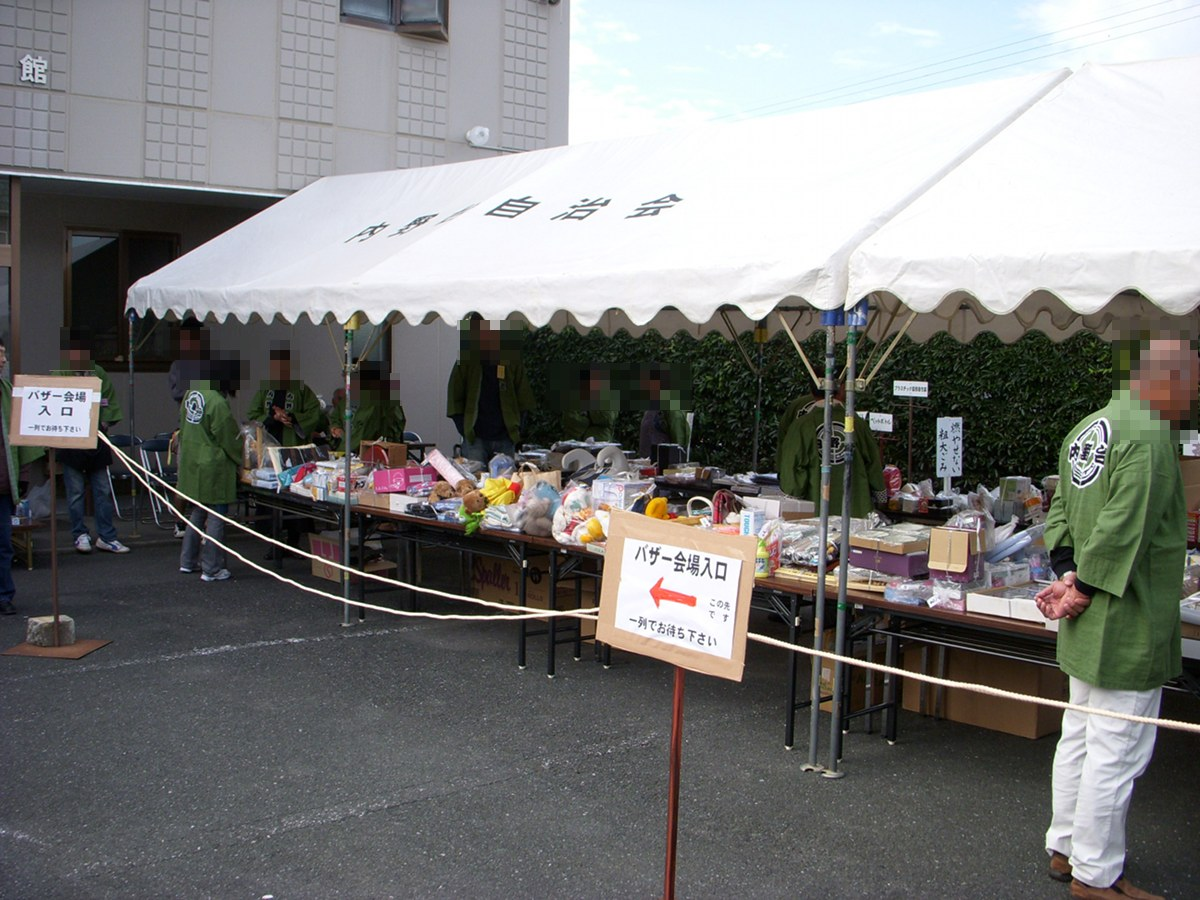
パイプテントの設置例。浜松市浜名区内野台の自治会バザー会場にて

さまざまな形・大きさがあるが、三角屋根と6本の足で構成されている2間×3間テントが一般的。家型のテントで、パイプの組立式の骨組みにキャンバス地の屋根を張ったもの。中に人が立って活動するのに必要な高さはある。居住用ではなくイベントなどで雨と日光を防ぐためのものである。使用目的によって、側方にも幕を張って用いることがある。構造上強風には弱い。突風により飛ばされるなどの事故をできるだけ防ぐためにも足に重しを付けたりロープと杭を使用する等、何らかの固定を施す必要がある。日本国内においては、学校や町内会をはじめとする集会・運動会等 屋外イベントの本部用・救護用テントなどとして用いられ、目にする機会が多い。

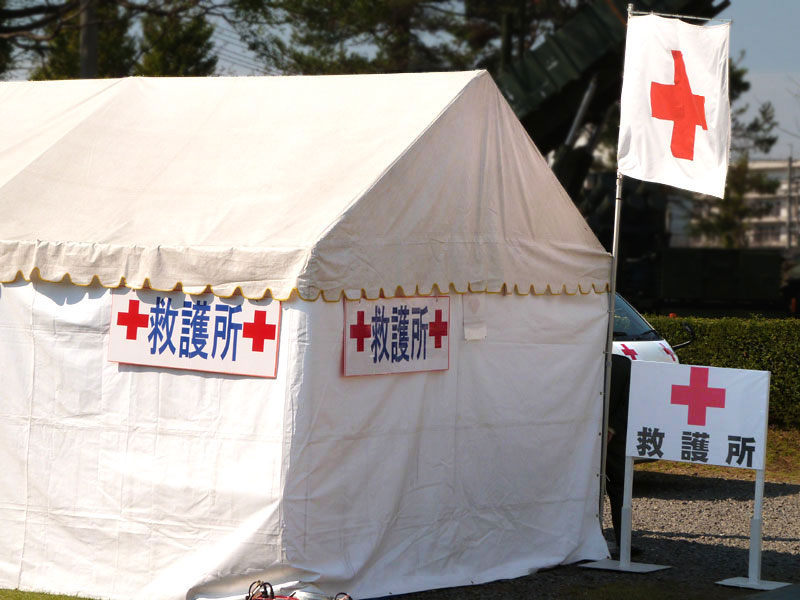
救護所（救護テント）と救急車
陸上自衛隊　衛生隊

## アウトドアにおけるテント

### 構成
アウトドア生活に用いられるテントは、インナーテント、ポール、フライシート、ペグの4つを主要な要素とする。

#### インナーテント
インナーテントとはテントの居住空間となる本体部分である。インナーテントには内部の空気を良好に保つため通気性の良い生地を用いているが、フライシートを省略したテントではインナーテント自体に防水性を持たせている。

#### ポール
ポールは居住空間となるインナーテントを立体化したまま保持するフレーム部分である。インナーテントを支える構造にもいくつかの種類があるがフックで吊り下げる吊り下げ式が主流になっている。

#### フライシート
インナーテントを上から広く覆っている屋根部分である。ただし、すべてのアウトドア用のテントにフライシートがあるわけではない。大型のテントにはインナーテントとの間に前室と呼ばれる部分があり、調理時などのスペースとなる。

#### ペグ
ペグはテントを地面に固定するための釘または杭状の器具で、形状や材質の種類も多い。テントの構造のほか、地面の状態に合わせて使い分ける。

### 用途による分類

#### 登山用テント
テントには寝室のみのドーム型、リビングと寝室からなるツールーム型、家のような形状のロッジ型、円錐形のティピー型などがある。登山では、テントを含む全ての荷物を背負って行動するため小型軽量、かつ強風に耐えることが求められる。
エドワード・ウィンパーが1862年にウィンパー・テントを発明し、後のテントの基本となった。また自分で運搬する場合にはママリー・テントが利用された。
日本においてはエドワード・ウェストンなど外国人による登山を別にすれば、小島烏水らが1909年赤石山脈に登った際に装備担当となった三枝威之介がスイス製を参考に設計し、当時東京京橋船松町にあった帆布店片桐に作らせたものが最初とされている。
その後登山でも三角柱を寝かせた形のテント（A型テント）やそれを改良した家型（ロッジ型）テントが主流であった。

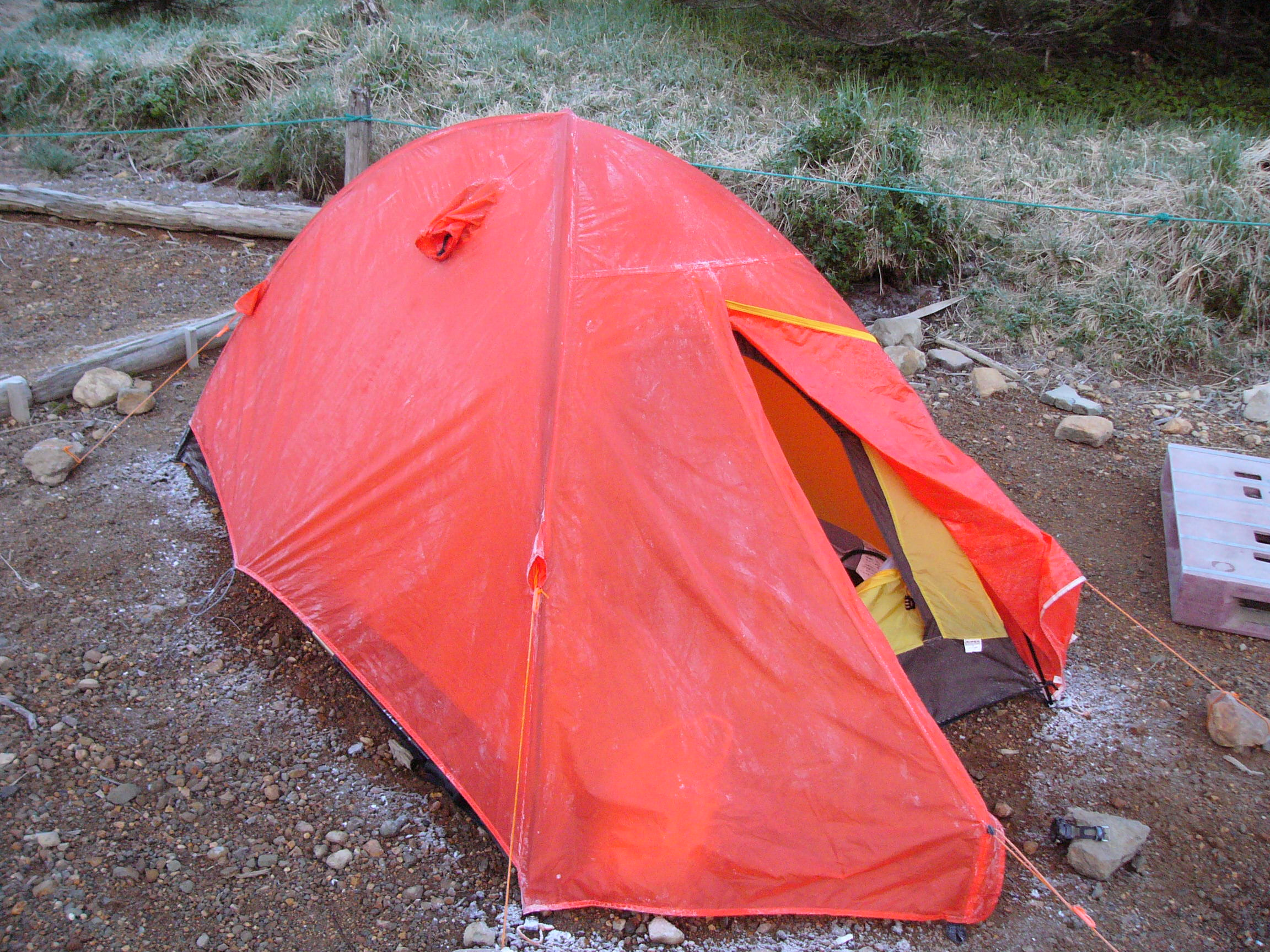
登山用ドームテント。2名用、フライシートを併用

1970年に2本のフレームを本体スリーブを通してX字状に組み、本体四隅の穴に通してその張力で本体を自立させ、柔構造で軽量と耐風性を兼ね備えるドーム型テントエスパースが東京で発売され、フレームの丸みゆえに居住空間も大きく圧迫感がないことから急速に広まった。また1970年に試作され1971年に関西で発売されたカラコルムテントはスリーブを使わず、フレームを自立させた後でテント本体をフックでフレームに吊り下げる方式を採り、凍えた手で厚いミトンをしたままでも迅速に設営撤収ができた。これらの発明によりウィンパーテントは急速に姿を消し、その後はドーム型テントが主流である。同じドーム型でも複数のポールを使うものや魚座型にクロスさせるなどメーカーにより様々な工夫が成されている。
テントのシートに防水性があっても、それ1枚だけでは結露や人間自体の呼吸・発汗等によって内部が湿ってしまうため、フライシートとインナーシート（インナーテントとも呼ばれる）で二重構造にし、隙間を作ってこの問題を解決しているものが主流である。フライシートには防水性が高いものを、インナーシートには底面以外に通気性がある素材が使用されていることが多い。ゴアテックスを本体に使用しフライシートがないテントもある。
8人以上が入れるタイプは大規模登山におけるベースキャンプ用途であり、かなりまとまった設営スペースが必要となるので一般的な登山には不適である。大型になるほど風雪に弱く、飛ばされてしまった時のリスクを分散するため、登山では10人以上であっても4-6人タイプのものを複数使う。
登山以外にも、軽量であることに着目し、野宿を伴う徒歩旅行、自転車・バイクのツーリングにもよく使われる。重量が多少アップしても居住性やコストを重視した、ツーリング向けモデルを出しているメーカーもある。
使用時期によりスリーシーズン（春、夏、秋）用と冬季用に分かれる。
非常時やビバーク時などに使用されるツェルトと呼ばれる小型軽量テントもある。
代表的な登山用テント（カッコはメーカー名）
- エアライズ（アライテント）
- ステラリッジテント（モンベル）
- VL（プロモンテ）
- メスナー（ニッピン）
- フュージョン（マウンテンセーフティーリサーチ）

#### オートキャンプ用テント
運搬に自動車を使うため登山用と違い軽量であることはさほど重視されておらず、登山用に比べて1人分のスペースがかなり大きめに計算されている。居住性やキャンプに慣れていない人でも設営できることが重視される。ドーム型テント、A型、家型等様々な形状がある。タープやツーバーナー等と組み合わせてテントサイトを形成することが前提となっている。なかには夏場の使用を想定してメッシュタイプの蚊帳に近いものや複数の部屋が組み合わさったものもある。
登山用品店からホームセンターやデパートなど様々なところで売られているが価格・品質にかなりばらつきがある。
代表的なオートキャンプ用テント（カッコはメーカー名）
- アメニティドーム（スノーピーク）
- クロノスドーム、ムーンライトテント（モンベル）
- ミネルバDX（小川テント）
- B.C.ドーム（コールマン）

### 構造による分類
ドーム型テント
ドーム型の形状をしており、組み立てが容易で初心者にも扱いやすいテントである。この形状は風を効果的に受け流すため、多くの製品が高い耐風性を持っている。さらに、居住スペースとして機能する前室があり、荷物などを置くことができるため、寝室をより広く使うことができる。キャノピー（庇）付きのモデルでは、より広いリビングスペースを楽しむことができる。重量はある程度あるが、収納時は比較的コンパクトで、車のトランクや家での保管に便利である。

#### 2ルームテント
寝室と広い前室（リビング）という2つの部屋を持つテントである。これにより、就寝エリアと食事や日中の活動エリアを一つのテント内で分けることができ、多目的な使用が可能になる。形状は多様で、広い前室を持つドーム型からトンネル型まで様々である。

#### ワンポールテント
中央に1本のポールを立てて設営する円錐形のテントである。モノポールテントやティピーテントとも呼ばれる。「ティピー」は、平原に住むアメリカインディアンの部族が使用する移動用住居に由来する。かわいらしい見た目と設営の手軽さで人気がある。

#### ワンタッチテント
生地に骨組みが内蔵されたテントである。フレームを持ち上げるだけで簡単に設営できて自立する。ポップアップテントともよばれる。

#### ソロテント
ソロキャンプにおいて一般的に使用される、1人用の小型テントである。一般的には非常に軽量かつコンパクトであり、バックパックに取り付けてのハイキングや、自転車、バイクの荷台への積載が容易になり、移動中の負担を軽減する。

#### パップテント
シェルターハーフとも呼ばれる。もともと軍用に開発された野営用テントの一種で、軍幕とも呼ばれている。ポールを用いたシンプルな構造で組み立てが容易である。機能性を重視し、装飾を排した武骨な外観が特徴。

#### 高床テント
床面を数本の脚で支え、空中に浮かせるテントである。地面熱が伝わりにくく、虫や昆虫の侵入を防ぐなど居住性が高い。高床を実現する構造に工夫があり、安全性と機能性を確保している。テントと簡易ベッドが合体したテントコットは高床テントが多い。  代表的な高床テント（カッコはメーカー名）
- ZERO POD（MARIO DEL MARE）
- THEDOOKAN（HondyBro）

#### ハンモックテント
ハンモックのように樹木などに吊り下げて、床面を空中に浮かせるテントである。１点式、２点式、３点式があり、３点式であれば複数人が使用できる。
代表的なハンモックテント（カッコはメーカー名）
- ヘブンテント（HAVEN）
- DDフロントラインハンモック（DDフロントラインハンモック）
- サファリコレクション（テントサイル）

## その他
戦争時の軍隊の居住用から災害時の避難施設としての仮設住宅や難民キャンプなどで国連をはじめとする国際支援によって設置されるテントなどがあり、その仕様は軍事用のものから一般の市況品まで様々である。なかには自然保護区にあるサファリホテルや資材の運搬が困難な場所に建つリゾートホテルなどコテージ部分に限らず全体が大型の仮設テントで作られているものもある。
また最近では車の上に載せるルーフテントというものもあり、車中泊などで手軽に旅を楽しむ人達に少しずつ浸透し始めている。